# 塩浸発電所
塩浸発電所（しおびたし はつでんしょ）は、鹿児島県霧島市に位置する水路式の水力発電所である。天降川の上流側にある塩浸ダムから長さ約2キロメートルのトンネルを通して導かれた水と、天降川の支流である石坂川から導かれた水を用いて発電している。発電所周辺は紅葉の名所となっている。新川渓谷温泉郷と呼ばれる景勝地にあり、近くに塩浸温泉がある。

## 概要
- 所在地：鹿児島県霧島市牧園町
- 発電所名：塩浸発電所 (水力)
- 発電事業会社：九州電力株式会社
- 発電所出力：5,000kW
- 使用水量：11.30m3/S
- 落差：53.20m
- 工事着工年月：不明

## 設備
導水路から水圧管を経て送られた水を立軸フランシス水車で受け、5,310kVAの三相交流同期発電機で発電を行い、天降川へ放流される。

## 歴史
鹿児島電気株式会社が建設にあたり、1934年（昭和9年）に運転を開始した。当初の出力は1,840キロワットであった。1940年（昭和15年）に九州電気、1942年（昭和17年）に九州配電、1951年（昭和26年）には九州電力へ継承された。老朽化に伴い1997年（平成9年）12月から改築工事が行われ、2000年（平成12年）3月12日に運転が再開された。